# ロンドン大学癌研究所
ロンドン大学癌研究所（The Institute of Cancer Research〈インスティチュート・オブ・キャンサー・リサーチ〉、ICR）は、イギリス・ロンドンの腫瘍学を専門とする研究機関。ロンドン大学を構成する機関の一つ。
腫瘍学の修士・博士学位プログラムを置く。